# مجتمع کشاورزی امین‌آباد
مجتمع کشاورزی امین‌آباد روستایی در دهستان مومن‌آباد بخش مرکزی شهرستان سربیشه استان خراسان جنوبی ایران است.

## جمعیت
بر پایه سرشماری عمومی نفوس و مسکن در سال ۱۳۹۵ جمعیت این روستا ۲۱۵ نفر (۵۸خانوار) بوده‌است.